# Eleutherodactylus ventrimarmoratus
Eleutherodactylus ventrimarmoratus là một loài ếch trong họ Leptodactylidae.
Nó được tìm thấy ở Bolivia, Ecuador, Peru, và có thể cả Brasil.
Các môi trường sống tự nhiên của chúng là các khu rừng ẩm ướt đất thấp nhiệt đới hoặc cận nhiệt đới, đầm nước nhiệt đới hoặc cận nhiệt đới, và các khu rừng vùng núi ẩm nhiệt đới hoặc cận nhiệt đới.